# Classe Malaspina
Le classe Malaspina est un navire hydrographique armé par la Marine espagnole comptant deux navires

## Description
- Malaspina (A-31), entrée en service 1975[1]
- Tofiño (A-32), entré en service en 1975[2]
- Il servent avec deux petits navires de classe Astrolabio et un navire de classe Cástor.

À terme, ils seront remplacés par des navires de la classe Meteoro.